# Bathurst (Australië)
Bathurst is een plaats in de Australische deelstaat New South Wales en telt 37.001 inwoners (2006).
In 2023 werden in Bathurst de Wereldkampioenschappen veldlopen georganiseerd.

## Geboren in Bathurst
- Anna Coren (28 oktober 1975), televisie-journalist
- Mark Renshaw (22 oktober 1982), wielrenner

Albury ·
Armidale ·
Bathurst ·
Blue Mountains ·
Broken Hill ·
Cessnock ·
Coffs Harbour ·
Dubbo ·
Gosford ·
Goulburn ·
Grafton ·
Griffith ·
Greater Taree ·
Hawkesbury ·
Lake Macquarie ·
Lismore ·
Lithgow ·
Maitland ·
Newcastle ·
Orange ·
Queanbeyan ·
Shellharbour ·
Shoalhaven ·
Sydney (hoofdstad) ·
Tamworth ·
Tanglewood ·
Wagga Wagga ·
Wollongong ·
Wyong